# Vingt-quatre Violons du Roi
I Vingt-quatre Violons du Roi, chiamati anche La Grande Bande o Les Violons ordinaires de la Chambre du Roi, era una formazione musicale che, dal 1577 fino alla soppressione nel 1761, era destinata all'intrattenimento e alle cerimonie ufficiali della Corte di Francia.
Molte volte rinforzato dal gruppo dei 12 Grands Hautbois della Grande Écurie, fu il primo esempio di orchestra formale, costituita sulla base di un gruppo di strumenti ad arco. La formazione passò a 24 strumenti nel 1614. Fu anche la prima orchestra permanente d'Europa

## Composizione
L'orchestra suonava a cinque parti con il seguente organico, riportato da Marin Mersenne (dove i nomi fanno riferimento alle parti e non agli strumenti che le realizzavano):
- 6 dessus de violon, violino (sol - re¹ - la¹ - mi²)
- 4 haute-contre de violon, viola contralto (do - sol - re¹ - la¹)
- 4 taille de violon, viola (do - sol - re¹ - la¹)
- 4 quinte (o cinquesime) de viole, viola tenore (do - sol - re¹ - la¹)
- 6 basse de violon, violoncello (Si♭ - Fa - do - sol, un tono più basso dell'accordatura moderna)

Comprendeva una sezione di violini come  parte più acuta e una di violoncelli come parte più grave, con tre sezioni centrali di viole, accordate tutte allo stesso modo ma che suonavano su differenti registri. Per le tre parti centrali Mersenne riferisce che fuori dall'orchestra di corte spesso l'ordine delle parti seguiva una diversa nomenclatura con, in ordine di tessitura discendente, quinte, haute-contre e taille; la nomenclatura delle tre sezioni di viole riferita ai Violons du Roi trova comunque conferma nella musica d'opera dell'epoca ed è riportata anche nel Méthode d'alto di Michel Corrette.

## Iviolondu Roi
I musicisti dei Vingt-quatre Violons du Roi godevano di alcuni privilegi, fra i quali l'esenzione dalle imposte e il diritto di portare una spada. Per essere ammessi al gruppo dovevano soddisfare diversi criteri: essere di buona condotta e di buone maniere, di religione cattolica e abbastanza abbienti da poter acquistare l'ingresso al gruppo. All'epoca di Luigi XIV, l'incarico di Violon ordinaire du Roi poteva costare fino a 1400 livre.

## Influenza
Il scuola francese di violino raggiunse una notevole fama sotto la direzione di Jean-Baptiste Lully con i famosi Vingt-quatre Violons du Roi. In precedenza, il violinismo europeo era stato fortemente influenzato dagli italiani. Ma dal XVII secolo, mentre i violinisti di tutta Europa continuavano a recarsi in "pellegrinaggio" in Italia, molti italiani si stabilirono a Parigi.